# Copa Paz del Chaco 1977
Copa Paz del Chaco 1977 – turniej towarzyski o puchar Paz del Chaco odbył się po raz czwarty w 1977 roku. W turnieju uczestniczyły zespoły: Paragwaju i Boliwii.

## Mecze
| 6 lutego La Paz |  | Boliwia | 0 | - | 1 | Paragwaj |

| 9 lutego Cochabamba |  | Boliwia | 2 | - | 2 | Paragwaj |

## Końcowa tabela
| M | Reprezentacja | L.m. | Zw. | Rem. | Por. | Bramki | R.br. | Pkt |
| 1 | Paragwaj      | 2    | 1   | 1    | 0    | 3:2    | +1    | 3   |
| 2 | Boliwia       | 2    | 0   | 1    | 1    | 2:3    | -1    | 1   |

Triumfatorem turnieju Copa Paz del Chaco 1977 został zespół Paragwaju.